# Pępóweczka pomarańczowa

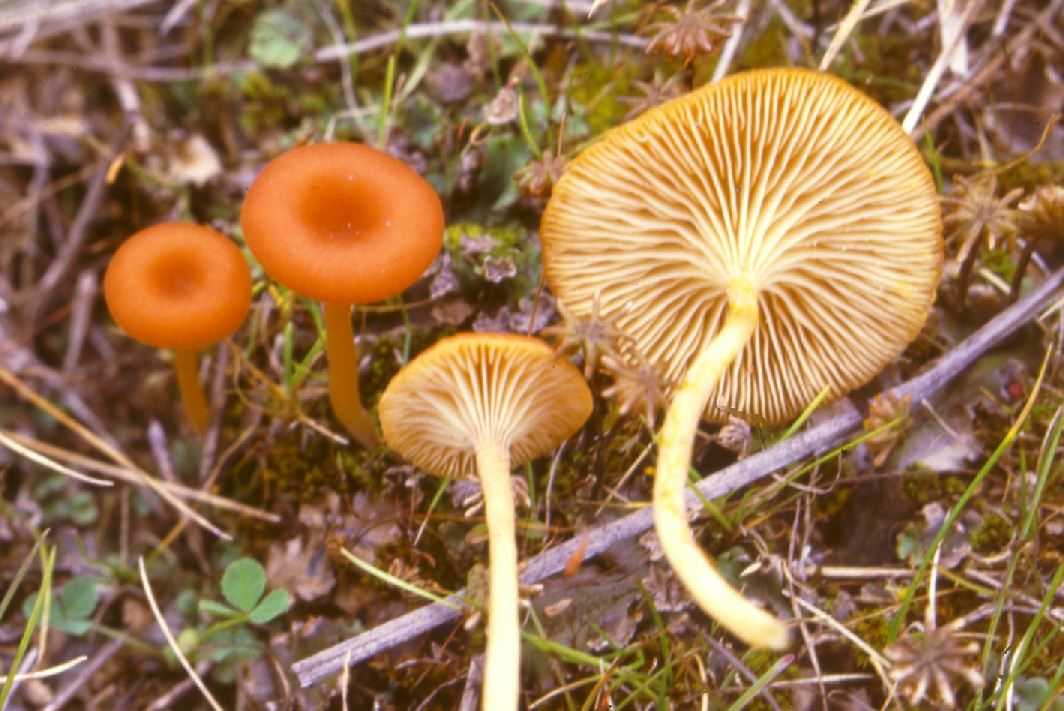

Pępóweczka pomarańczowa (Loreleia postii (Singer & Clémençon) Redhead, Moncalvo, Vilgalys & Lutzoni) – gatunek grzybów z typu podstawczaków (Basidiomycota).

## Systematyka i nazewnictwo
Pozycja w klasyfikacji według Index Fungorum: Loreleia, Incertae sedis, Incertae sedis, Incertae sedis, Agaricomycetes, Agaricomycotina, Basidiomycota, Fungi.
Po raz pierwszy takson ten opisali w 1863 r. Elias Fries, nadając mu nazwę Agaricus postii. Obecną nazwę nadali mu Scott Alan Redhead, Jean-Marc Moncalvo, Rytas L. Vilgalys i François M. Lutzoni w 2002 r.
Ma 9 synonimów. Niektóre z nich:
- Clitocybe postii (Fr.) H.E. Bigelow 1959
- Gerronema postii (Fr.) Singer 962
- Omphalina postii (Fr.) Singer 1947[2]

Polską nazwę zarekomendował Władysław Wojewoda w 2003 r., ale dla synonimu Gerronema postii. Jest niespójna z aktualną nazwą naukową.

## Morfologia
Grzyb kapeluszowy o wysokości 1–2 cm z kapeluszem o średnicy zwykle od 0,5 do 2 cm i trzonem o wysokości od 0,5 do 1,5 mm. Kapelusz pomarańczowy, silnie wklęsły (pępkowaty), z mocno karbowanym brzegiem. Hymenofor blaszkowaty, z białawymi lub białawoszarymi, zbiegającymi blaszkami. Trzon pomarańczowy, matowy.
Tzw. pępóweczka wątrobowcowa (Loreleia marchantii) jest podobna, ale ma brzeg niekarbowany. Różnice między tymi gatunkami są tak niewielkie, nie sposób też podać różnic siedliskowych, prawdopodobnie są to tylko różne etapy rozwojowe tego samego gatunku.

## Występowanie i siedlisko
Znany jest w Ameryce Północnej, Europie, Australii, Azji, na Nowej Zelandii i na Nowej Gwinei. W liście wielkoowocnikowych grzybów podstawkowych Polski W. Wojewoda przytoczył dwa stanowiska. Aktualne stanowiska podaje internetowy atlas grzybów. Znajduje się w nim na liście gatunków zagrożonych i wartych objęcia ochroną.
Grzyb naziemny, saprotrof rosnący wśród wątrobowców i mchów Marchantia polymorpha, Sphagnum, Ceratodon purpureus, Funaria hygrometrica, Polytrichum.